# Dolná Ves
Dolná Ves (en allemand : Schwabendorf ; en hongrois : Sváb) est un village du district de Žiar nad Hronom, dans la région de Banská Bystrica, en Slovaquie.

## Histoire

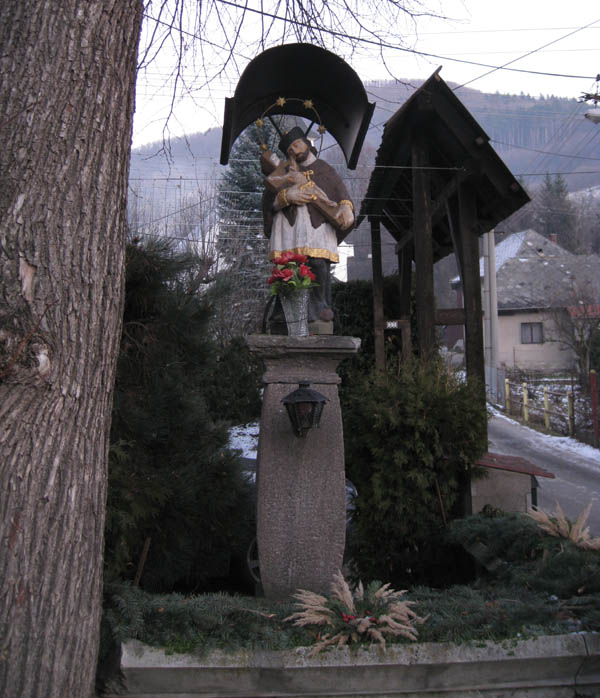

La première mention écrite du village date de 1429.

## Démographie

### Évolution de la population
| Année:               | 1994. | 2004.   | 2014.   | 2024.   |
| -------------------- | ----- | ------- | ------- | ------- |
| Nombre de personnes: | 242   | 227     | 235     | 234     |
| Différence:          |       | -6,19 % | +3,52 % | -0,42 % |

| Année:               | 2023. | 2024.   |
| -------------------- | ----- | ------- |
| Nombre de personnes: | 231   | 234     |
| Différence:          |       | +1,29 % |